# Museo Provincial del Vino
El Museo Provincial del Vino es un museo enólogico ubicado en el castillo de Peñafiel, en Peñafiel (provincia de Valladolid, Castilla y León, España).
El espacio museístico, instalado en el castillo de Peñafiel desde 1999, recoge exposiciones y aspectos de tipo enológico, etnográfico e histórico relacionados con la historia del vino en España y sus procesos, las DOP Ribera del Duero, Tierra de León, Cigales, Toro y Rueda, y la historia del castillo.
El proyecto es obra del arquitecto Roberto Valle González y fue galardonado con el Premio Nacional de Arquitectura Dragados-CEOE. 